# Liga2 (Perú)
La Liga2 de Fútbol Profesional, conocida como Liga2, y por razones de patrocinio como Liga2 Caja Cusco es la liga de la Segunda División de Perú, segunda categoría del sistema de ligas de fútbol masculino de este país. Organizada por la Federación Peruana de Fútbol y la Liga de Fútbol Profesional, utiliza esta denominación desde la temporada 2019.
Es disputada por 15 clubes y funciona con un sistema de ascensos y descensos con la Tercera División del Perú.

## Historia
El 13 de febrero de 2019 se hizo oficial el lanzamiento de la Liga2. Esta primera edición estuvo conformada por 12 equipos. El campeón de la primera edición de la Liga2 fue el Cienciano, equipo que obtuvo el primer lugar en la fase regular.

## Formato
La Liga2 ha tenido diversas modificaciones en los últimos años. Desde el formato de juego hasta la cantidad de ascenso, por ejemplo. Se jugará así:
- 15 clubes: 10 equipos participantes de la Liga2 2024, 3 descendidos de la Liga1 2024 y 2 ascendidos de la Copa Perú 2024.
- Divididos en zonas norte y sur. Los seis mejores de cada zona jugarán el play-off por el ascenso.

| Año  | Nu. de clubes |
| ---- | ------------- |
| 2019 | 12 clubes     |
| 2020 | 10 clubes     |
| 2021 | 12 clubes     |
| 2022 | 13 clubes     |
| 2023 | 14 clubes     |
| 2024 | 18 clubes     |
| 2025 | 15 clubes     |

### Definición del título
- Los 6 primeros de cada zona clasificarán al play-off por el título.
- Los finalistas del play-off por el título ascenderán a la Liga1 2026.

### Descenso a Liga3
- Los 3 últimos de cada zona disputarán el play-off del descenso.
- El colero del play-off por el descenso perderá la categoría (Liga3 2025).

## Palmarés
- Nota: Estas estadísticas son contabilizadas desde la utilización de la denominación Liga2. Para ver las estadísticas completas, mirar el artículo Campeones de Segunda División del Perú.

### Títulos por temporada
| Temporada | Campeón                 | Subcampeón            | Notas                                              |
| --------- | ----------------------- | --------------------- | -------------------------------------------------- |
| 2019      | Cienciano (1)           | Atlético Grau         | Primer campeonato de la Liga2.                     |
| 2020      | Alianza Atlético (1)    | Juan Aurich           | Formato especial por Pandemia Covid 19             |
| 2021      | Atlético Grau (1)       | Carlos Stein          | Formato especial por Pandemia Covid 19             |
| 2022      | Cusco FC (1)            | Unión Comercio        | Primera edición con formato de Apertura y Clausura |
| 2023      | Comerciantes Unidos (1) | Los Chankas           | –                                                  |
| 2024      | Alianza Universidad (1) | Juan Pablo II College | –                                                  |

### Títulos por club
| Club                  | Títulos | Subtítulos | Años campeón | Años subcampeón |
| --------------------- | ------- | ---------- | ------------ | --------------- |
| Atlético Grau         | 1       | 1          | 2021         | 2019            |
| Alianza Atlético      | 1       |            | 2020         |                 |
| Cienciano             | 1       | –          | 2019         |                 |
| Cusco FC              | 1       | –          | 2022         |                 |
| Comerciantes Unidos   | 1       | –          | 2023         |                 |
| Alianza Universidad   | 1       | –          | 2024         |                 |
| Juan Aurich           | –       | 1          | –            | 2020            |
| Carlos Stein          | –       | 1          | –            | 2021            |
| Unión Comercio        | –       | 1          | –            | 2022            |
| Juan Pablo II College | –       | 1          | –            | 2024            |
| Los Chankas           | –       | 1          | –            | 2023            |

### Títulos por departamento
| Departamento | Títulos | Subtítulos | Años campeón | Años subcampeón  |
| ------------ | ------- | ---------- | ------------ | ---------------- |
| Piura        | 2       | 1          | 2020, 2021   | 2019             |
| Cusco        | 2       | -          | 2019, 2022   |                  |
| Cajamarca    | 1       | -          | 2023         |                  |
| Huánuco      | 1       | -          | 2024         |                  |
| Lambayeque   | -       | 3          |              | 2020, 2021, 2024 |
| Apurímac     | -       | 1          |              | 2023             |
| San Martín   | -       | 1          |              | 2022             |

## Participantes de la temporada 2025
| Equipo                 | Ciudad     | Entrenador          | Estadio                  | Aforo  | Estadio alternativo                                                                             | Proveedor          | Patrocinador principal (Pecho) | Otros patrocinadores (Mangas u otras partes) |
| ---------------------- | ---------- | ------------------- | ------------------------ | ------ | ----------------------------------------------------------------------------------------------- | ------------------ | ------------------------------ | -------------------------------------------- |
| Academia Cantolao      | Callao     | Bandera de ?        | Miguel Grau              | 17 000 | 3 alternativas Segundo Aranda T. Nacional Iván Elías Moreno                                     | Lomas              | Bandera de ?                   | Ver lista                                    |
| ADA Jaén               | Jaén       | Flavio Maestri      | San Luis                 | 9 000  | 1 alternativa Héroes de San Ramón                                                               | Jave               | Bandera de ?                   | Ver lista                                    |
| Bentín Tacna Heroica   | Tacna      | Sergio Castellanos  | Jorge Basadre            | 19 850 | 1 alternativa Joel Gutiérrez                                                                    | Alarcon Sport      | Bandera de ?                   | Ver lista                                    |
| Carlos A. Mannucci     | Trujillo   | Pablo Rubinich      | Mansiche                 | 25 000 | 2 alternativas Casa Grande Carlos A. Olivares                                                   | Jave               | UPAO                           | Ver lista                                    |
| Comerciantes FC        | Iquitos    | Juan Bazalar        | Max Augustin             | 24 500 | 1 alternativa Carlos Vidaurre García                                                            | New Athletic       | Jancos Corp.                   | Ver lista                                    |
| Deportivo Coopsol      | Ventanilla | Omar Alexis Moreno  | Facundo Ramírez Aguilar  | 2 000  | 2 alternativas Ivan Elias Moreno Miguel Grau                                                    | Shumawa Sport Wear | Bandera de ?                   | Ver lista                                    |
| Deportivo Llacuabamba  | Huamachuco | José Soto           | Municipal de Huamachuco  | 5 000  | 4 alternativas El Porvenir Casa Grande Germán Contreras Héroes de San Ramón Municipal de Otuzco | Bandera de ?       | Bandera de ?                   | Ver lista                                    |
| Deportivo Moquegua     | Moquegua   | Jaime Serna         | 25 de Noviembre          | 21 073 | 1 alternativa Mariscal Nieto                                                                    | Palant             | Southern Perú                  | Ver lista                                    |
| FC Cajamarca           | Cajamarca  | Pablo Olguín        | Héroes de San Ramón      | 10 495 | 1 alternativa Cristo el Señor                                                                   | Shumawa Sport Wear | ImperioGym                     | Ver lista                                    |
| FC San Marcos          | Huaraz     | José Collatti       | Rosas Pampa              | 22 000 | 3 alternativas Municipal de Recuay Rubén Alfaro Guardia Municipal de San Marcos                 | Adeko              | Bandera de ?                   | Ver lista                                    |
| Pirata FC              | Chongoyape | Carlos Díaz         | Municipal de la Juventud | 2 500  | 2 alternativas Francisco Mendoza Pizarro César Flores Marigorda                                 | Real Sport         | Bandera de ?                   | Ver lista                                    |
| Santos FC              | Nazca      | Nolberto Solano     | Pedro Huamán Román       | 10 000 | 1 alternativa Municipal de Vista Alegre                                                         | Palant             | Bandera de ?                   | Ver lista                                    |
| Unión Comercio         | Tarapoto   | Jesús Oropesa       | Carlos Vidaurre García   | 7 000  | 2 alternativas IPD Moyobamba IPD Nueva Cajamarca                                                | Convert            | Bandera de ?                   | Ver lista                                    |
| U. César Vallejo       | Trujillo   | Guillermo del Solar | Mansiche                 | 25 000 | 2 alternativas Carlos A. Olivares Casa Grande                                                   | Astro              | Bandera de ?                   | Ver lista                                    |
| Universidad San Martín | Lima       | Víctor Rivera       | Ivan Elias Moreno        | 11 000 | 3 alternativas Miguel Grau San Marcos Nacional                                                  | Convert            | Bandera de ?                   | Ver lista                                    |

## Patrocinios
Debe señalarse que el patrocinador es quien determina el nombre comercial de la liga. La Liga2 solo tuvo dos patrocinadores:
| Patrocinador   | Denominación     | Temporada          |
| -------------- | ---------------- | ------------------ |
| Sin patrocinio | Sin denominación | 2019 - 2022        |
| 1xBet          | Liga2 1xBet      | 2023               |
| Sin patrocinio | Sin denominación | 2024               |
| Caja Cusco     | Liga2 Caja Cusco | 2025 - actualmente |